# Diocèse de Saint-Omer
Le diocèse de Saint-Omer (en latin : Dioecesis Audomarensis) est un ancien diocèse de l'Église catholique en France, aujourd'hui rattaché au diocèse d'Arras.
Le 12 mai 1559 (réorganisation religieuse des Pays-Bas espagnols), une partie du diocèse de Thérouanne est détaché afin de constituer le diocèse de Saint-Omer. Ce diocèse est suffragant du nouveau siège archiépiscopal de Cambrai.
Le 29 novembre 1801 (Concordat), le siège de Saint-Omer est supprimé. Son territoire est divisé entre le diocèse d'Arras et l'archidiocèse de Cambrai, suivant la limite entre les départements du Pas-de-Calais et du Nord. Le 23 novembre 1853, le diocèse d'Arras devient officiellement le diocèse d'Arras-Boulogne-Saint-Omer.